# Otwarte oprogramowanie

Logo Open Source Initiative

Otwarte oprogramowanie (ang. open source movement, dosł. „ruch otwartych źródeł”) – rodzaj oprogramowania komputerowego, w którym kod źródłowy jest wydawany na podstawie licencji, na mocy której właściciel praw autorskich przyznaje użytkownikom prawa do badania, zmiany i rozpowszechniania oprogramowania w ramach licencji wolnego oprogramowania. Oprogramowanie o otwartym kodzie źródłowym jest zazwyczaj rozwijane przez szeroką społeczność programistów. Odłam ruchu wolnego oprogramowania (ang. free software), który proponuje nazwę open source software jest alternatywą dla free software. Głównym powodem powstania Otwartego oprogramowania były problemy ze słowem free, które w języku angielskim (inaczej niż polskie wolny) oznacza wolność, ale też darmowy. Z tego powodu aktywiści wolnego oprogramowania, głównie skupionych wokół Linuksa, mieli problem z przekonaniem komercyjnych firm do wspierania otwartego oprogramowania. Aby pogodzić oba ruchy wprowadzono nazwę Wolne i otwarte oprogramowanie oraz skróty FLOSS (Free/Libre and Open Source Software) oraz FOSS (Free and Open Source Software).

## Historia

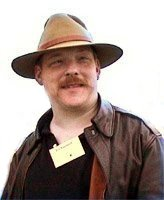
Eric Raymond – jedna z czołowych postaci ruchu open source

Ruch ten zapoczątkowali w roku 1998 John Maddog Hall, Larry Augustin, Eric Raymond, Bruce Perens i inni. Raymond to osoba, którą najbardziej utożsamia się z tym ruchem. Był on i jest jego głównym teoretykiem, ale nie rości sobie wyłącznych praw do kierowania nim.
W przeciwieństwie do ruchu na rzecz wolnego oprogramowania (free software movement), który zawsze był zasadniczo kierowany przez jedną osobę (Richard Stallman), ruch na rzecz otwartego oprogramowania jest „sterowany” przez luźną radę starszych, w skład której wchodzi Raymond, pozostali współzałożyciele oraz takie osobistości jak Linus Torvalds, Larry Wall i Guido van Rossum.
Założyciele ruchu byli niezadowoleni z tego, co nazwali „dążeniem do konfrontacji” ze strony ruchu na rzecz wolnego oprogramowania  i uważali, że należy promować wolne oprogramowanie wyłącznie na gruncie jego wyższości technicznej (teza wysunięta przez Raymonda w eseju pt. The Cathedral and the Bazaar).
Mieli oni nadzieję, że „open source” i jego promocja stanie się bardziej przekonującym argumentem dla firm. Komentarz Raymonda był następujący: „Jeśli chcesz zmienić świat, musisz zjednać ludzi, którzy wypisują duże czeki” (Cygnus Support od wielu lat stosował właśnie takie podejście, ale bez szerokiej reklamy).
Grupa ta przyjęła Definicję Otwartego Źródła w oparciu o Wytyczne Debiana dotyczące Wolnego Oprogramowania. Ponadto założyli oni w 1997 Open Source Initiative (OSI) jako organizację pomocniczą. Nie udało im się jednak zapewnić znaku towarowego (trademark) dla „open source”, który stanowiłby imprimatur i zapobiegał niewłaściwemu używaniu tego terminu.
Pomimo to OSI uzyskało znaczny wpływ wśród dużych korporacji i zdołało ograniczyć nadużycie tego terminu do względnego minimum na drodze energicznej perswazji. Wraz z FSF OSI stało się jedną z dwóch najważniejszych instytucji promujących społeczność hakerską.
Początki ruchu na rzecz otwartego oprogramowania zbiegły się z boomem dot-com w latach 1998–2000 i częściowo go napędziły. Nastąpił wtedy duży wzrost popularności Linuksa i powstało wiele firm sympatyzujących z open source. Ruch ten zwrócił ponadto uwagę kluczowych firm przemysłu produkującego oprogramowanie, prowadząc do utworzenia oferty open-source przez uznanych producentów, takich jak Corel (Corel Linux), Sun Microsystems (StarOffice) oraz IBM (OpenAFS). W 2001 dot-com boom skończył się, ale nadzieje zwolenników otwartego oprogramowania zdążyły już wydać owoce i ruch stopniowo rósł w klimacie recesji i redukcji kosztów 2001-2003.

## Powiązania z wolnym oprogramowaniem
Od początku ruch na rzecz otwartego oprogramowania był dla społeczności hakerskiej kwestią sporną. Wypowiadając się w imieniu Free Software Foundation (FSF) Stallman skrytykował ruch open source. Jego zdaniem pragmatyczny charakter tego ruchu odwraca uwagę użytkowników od zasadniczych kwestii moralnych i wolności oferowanych przez wolne oprogramowanie, zacierając różnicę pomiędzy pseudowolnym a w pełni własnościowym oprogramowaniem. Mimo to Stallman opisuje otwarte oprogramowanie i wolne oprogramowanie jako dwa różne „obozy polityczne” wewnątrz jednej społeczności związanej z wolnym oprogramowaniem oraz twierdzi: Nie zgadzamy się w kwestiach zasadniczych, ale mniej więcej zgadzamy się w praktyce. Tak więc możemy wspólnie pracować i pracujemy wspólnie nad wieloma projektami.
W sytuacjach kryzysowych, takich jak atak Microsoftu na GPL w roku 2001 i proces SCO dotyczący własności jądra Linuksa w 2003 roku, zwolennicy otwartego oprogramowania i wolnego oprogramowania trzymają się razem. Nie ma w istocie wyraźnej granicy pomiędzy nimi, jako że wiele osób w pewnym stopniu identyfikuje się z obiema grupami (niektórzy jednak, tak jak Stallman, wyznają wyłącznie jedną filozofię).
Napięcia istniejące między tymi dwiema społecznościami czasami zaostrzane są przez obecną w prasie tendencję do przedstawiania ich jako osobistej rywalizacji między Stallmanem a sławami otwartego oprogramowania takimi jak Eric Raymond czy Linus Torvalds.

## Modele biznesowe dla otwartego oprogramowania
Istnieje wiele modeli biznesowych dla producentów otwartego oprogramowania.
Obok darmowego udostępniania może ono być sprzedawane i wykorzystywane w sposób komercyjny. Sposób osiągania zysków można także ograniczyć do sprzedaży dodatkowych usług, takich jak szkolenia z obsługi, wsparcie klienta (np. Red Hat) czy dostęp do dodatkowych rozszerzeń, wtyczek, dodatków i modułów (np. Osclass). Możliwe jest też wykorzystanie bezpłatnej wersji open source, jako sposób na zachęcenie do kupna bardziej rozbudowanej wersji dostarczanej na licencji komercyjnej (np. DBAN). Jeszcze innym podejściem jest rozwój podstawowej części platformy jako open source, lecz wszelkie dodatkowe usługi dla tej platformy są już realizowane w formie serwisów w chmurze lub w postaci zamkniętego oprogramowania (np. Android), które działają w modelu płatnej subskrypcji lub, częściej, zarabiają na reklamach.
Otwarte oprogramowanie może być również wykorzystane jako sposób wprowadzenia klienta w inne, płatne produkty firmy. Kolejną możliwością jest darmowe dostarczanie samego kodu źródłowego, podczas gdy biblioteki wykonawcze dostarczane są za opłatą.
Niektóre firmy pobierają opłatę wyłącznie za możliwość pobrania najnowszej wersji. Wśród niezależnych twórców oprogramowania, rozpowszechnione jest pobieranie dotacji. Przykładowo, SourceForge umożliwia przesłanie dotacji na projekty, które wybrały taką możliwość. Użytkownicy mogą też złożyć się na nagrodę za wdrożenie oczekiwanych przez nich funkcji programu.
Inne modele biznesowe opierają się na współpracy z innymi firmami. Niekiedy sprzedaż praw do wersji komercyjnej może służyć sfinansowaniu tworzenia wersji otwartej.

## Aspekty ekonomiczne
W 2010 roku dwóch ekspertów zajmujących się ekonomią innowacji, Josh Lerner i Mark Schankerman, opublikowało wyniki swoich szeroko zakrojonych badań empirycznych dotyczących otwartego oprogramowania. Wynika z nich, że wbrew stereotypom w chwili obecnej większość oprogramowania open-source powstaje w komercyjnych firmach oferujących również oprogramowanie zamknięte. Zdaniem Lernera i Schankermana, open-source i closed-source nie są wobec siebie w opozycji, a raczej powinno się je postrzegać jako uzupełniające się nawzajem. Zwracają oni przy tym uwagę, że wielu użytkowników jednocześnie korzysta z programów zarówno zamkniętych (np. systemu operacyjnego Microsoft Windows), jak i otwartych (np. przeglądarki internetowej Firefox). Jednym z głównych wniosków autorów jest stwierdzenie, że rządy nie powinny wybiórczo wspierać (zarówno w ramach polityki gospodarczej, jak i w roli nabywcy infrastruktury informacyjnej) przemysłu oprogramowania zamkniętego bądź otwartego, a raczej w zależności od konkretnych warunków i jeden, i drugi.

## Ruch otwartości
Dzięki temu że ruch otwartego oprogramowania (w odróżnieniu od wolnego oprogramowania) zyskał aprobatę komercyjnych firm, rozprzestrzenił się ona na inne dziedziny życia takie jak otwarta treść, otwarte standardy czy ruch wolnej kultury. Creative Commons oraz sama Wikipedia mają źródła w Otwartym oprogramowaniu, które zostało zaadaptowane do innych form działalności.

## Przykłady
Większość serwerów internetowych opiera się na otwartym oprogramowaniu, jak Linux, Apache, MySQL i PHP (znanych jako LAMP). Powody popularności otwartego oprogramowania to niskie koszty, dostęp do kodu źródłowego, który można później zmodyfikować oraz liczna społeczność na bieżąco pracująca nad ulepszeniami i łatająca wszelkie odkryte luki w kodzie.
Niektóre firmy, znane głównie z komercyjnego oprogramowania, jak choćby Sun Microsystems i IBM współpracowały w tworzeniu otwartego, a także wolnego oprogramowania w celu walki z monopolem i zdobycia udziałów w rynku dla siebie. Innym przykładem jest Netscape Communications, która w wyniku stworzenia przeglądarki Firefox zdobyła udziały kosztem Internet Explorer.
- Aplikacja Active Agenda jest oferowana za darmo, ale wymaga udostępnienia wszystkich nowych rozszerzeń publicznie. Dla osób zainteresowanych pozostawieniem stworzonych rozszerzeń dla siebie istnieje możliwość kupna jej na prawach „Non-Reciprocal Private License”.
- Adobe oferuje Flex za darmo, jednocześnie sprzedając Flash Builder IDE.
- Apple oferuje darmowy system operacyjny Darwin, podczas gdy sprzedawany jest Mac OS X.
- Canonical Ltd. dostarcza system Ubuntu za darmo, koncentrując się na sprzedaży jego płatnej obsługi technicznej.
- Francisco Burzi oferuje skrypt darmowy PHP-Nuke, przy czym ściągnięcie najnowszej wersji jest płatne.
- Ingres jest darmowy, ale usługi i obsługa klienta są częścią płatnej subskrypcji. Sprzedawana jest też wersja płatna, Ingres Icebreaker Appliance.
- Linspire, Inc. oferuje darmowy Freespire obok płatnego Linspire.
- Mandriva oferuje systemy Mandriva Linux Free i Mandriva Linux One, pobierając zapłatę za system Mandriva Linux 2008.
- Fundacja Mozilla współpracuje z Google i innymi firmami, osiągając profit za udostępnianie ich wyszukiwarek w przeglądarce Firefox.
- MySQL jest darmowy, kiedy wsparcie i dodatkowe funkcje zarezerwowane są dla płatnej wersji Enterprise.
- Novell oferuje openSUSE za darmo za pośrednictwem openSUSE Project, sprzedając SUSE Linux Enterprise (SLE).
- Oracle – zamknięta edycja VirtualBox jest darmowa na użytek indywidualny, gdy firmy muszą zapłacić za wykorzystywanie (jest też wersja do użytku dla każdego).
- Red Hat oferuje system Fedora za darmo za pośrednictwem Fedora Project, sprzedając Red Hat Enterprise Linux (RHEL).
- Untangle oferuje podstawowy Lite Package za darmo, gdy rozszerzone wersje Standard i Premium są płatne.
- Zend Technologies oferuje Zend Server CE i Zend Framework za darmo, sprzedając Zend Server z dodatkowymi funkcjami i wsparciem.

## Otwarte oprogramowanie w Mediach
Powstały dwa filmy dokumentalne opisujące ruch otwartego oprogramowania, który jest ściśle związany z Linuksem.
- Revolution OS[6]
- The Code[7]